# Hansi (Haryana)
Hansi est une ville indienne de l'État de l'Haryana. Elle fait partie du district de Hisar. En 2011, sa population est estimée à 134 568 habitants.